# 필터 드라이버
필터 드라이버(filter driver)는 주변기기의 함수를 확장 또는 수정하거나 개인용 컴퓨터에서 특별한 장치를 지원하는 마이크로소프트 윈도우 드라이버이다. 이것은 드라이버 또는 프로그램 도는 모듈로서 특정한 함수를 수행하기 위해 존재하는 드라이버 스택에 삽입된다. 필터 드라이버는 현재 존재하는 드라이버 스택의 일반적인 수행 과정에 특별히 큰 영향을 미쳐서는 안된다. 마이크로소프트 또는 하드웨어의 벤더들에 의해 만들어진 많은 필터 드라이버들은 윈도우에 추가될 수 있다. 상위 레벨 필터 드라이버는 장치를 위한 주요 드라이버(기능 드라이버)의 위에 위치하며 하위 레벨 필터 드라이버는 기능 드라이버의 아래 그리고 동시에 버스 드라이버의 위에 위치한다.

## 개요
필터들은 마우스나 키보드 같은 특정한 브랜드의 장치를 위해 동작할 수도 있고 이러한 장치들의 클래스를 위한 몇몇 동작을 수행할 수도 있다.
윈도우 데브 센터 - 상위와 하위 필터 드라이버를 자세히 설명한 하드웨어 페이지.
예를 들면 제네릭 USB 카메라 (UVC) 드라이버 usbvideo.sys는 기능 드라이버이며 버스 드라이버는 호스트 제어 장치들에서 USB 데이터를 다룬다. 하위 레벨 필터 드라이버는 카메라 하드웨어의 행위를 수정하며 기능 드라이버와 버스 드라이버 사이에 위치한다. 상위 레벨 필터 드라이버는 보통 카메라를 위한 추가적인 기능을 제공하는데 예를 들면 비디오 스트림의 추가적인 처리가 그것이다. 그리고 기능 드라이버와 카메라와 연결된 사용자 애플리케이션 사이에 위치한다.
또 다른 종류의 필터 드라이버로는 버스 (예를 들면 USB, PCI, PCIe) 필터 드라이버가 있는데 이것은 버스 드라이버의 꼭대기에 추가된다. 예를 들면 ACPI 버스 필터는 각 장치들을 위한 전력 관리 지원을 위해 추가된다.

## 같이 보기
- 윈도우 드라이버 모델
- 장치 드라이버
- ACPI